# Sarah Chalke
Sarah Louise Christine Chalke (Ottawa, 27 agosto 1976) è un'attrice canadese, conosciuta per il ruolo di Becky nella sitcom Pappa e ciccia, di Stella in How I Met Your Mother, ma soprattutto per il ruolo della dottoressa Elliot Reid nella serie televisiva Scrubs.

## Biografia
Sarah Chalke è nata ad Ottawa, Ontario, Canada, ed è cresciuta a Vancouver, Columbia Britannica. È la seconda delle tre figlie di Angie Piper e Doug Chalke. La famiglia della madre proviene dalla Germania, dove tuttora si trovano parenti con i quali Sarah mantiene i contatti.
Da bambina frequentava due volte alla settimana la scuola tedesca della sua città. Parla correntemente tedesco e francese, come dimostrato anche in alcuni episodi di Scrubs - Medici ai primi ferri.

### Carriera
La carriera di Sarah cominciò all'età di otto anni, quando iniziò a recitare in svariati musical. All'età di sedici anni diventò una reporter in un programma canadese per bambini chiamato KidZone. Nel 1996 ha interpretato Marion Fritzwater in Robin Hood in Internet, film per la televisione che ricalca le avventure di Robin Hood ai tempi moderni.
Ha recitato nella sitcom Scrubs - Medici ai primi ferri, dal 2001 al 2010. Nel frattempo, è apparsa in diversi film, ma non ha ancora ottenuto una parte da protagonista. L'attrice ha inoltre partecipato alla sit-com Pappa e ciccia nel ruolo della figlia maggiore Rebecca "Becky" Conner Healy dal 1993 al 1997, alternandosi con l'attrice Alicia Goranson, e in nove episodi della sit-com How I Met Your Mother. Nel 2011 interpreta Kate Swanson nella serie televisiva Mad Love, cancellata dopo una sola stagione. Dal 2013 presta la voce a Beth Smith nella serie animata Rick and Morty. Ha recitato nel ruolo di Kate, nella serie tv, L'estate in cui imparammo a volare (Firefly Lane).

## Vita privata
Dal 2003 è legata a Jamie Afifi, avvocato del mondo dello spettacolo. La coppia ha avuto un figlio, Charlie Rhodes Afifi, nato il 24 dicembre 2009; nel 2011 al bambino viene diagnosticata la sindrome di Kawasaki. Nella primavera 2016 è nata Frankie, la seconda figlia della coppia.
La coppia si è separata nel 2022.

## Filmografia

### Attrice

#### Cinema
- Ernest Goes to School, regia di Coke Sams (1994)
- Y2K, regia di Richard Pepin (1999)
- All Shook Up, regia di Henry Less (1999)
- Terminal Countdown, regia di Richard Pepin (1999)
- Spin Cycle, regia di Scott Marshall (2000)
- Cinderella: Single Again, regia di Kellie Benz (2000)
- Kill Me Later, regia di Dana Lustig (2001)
- XCU: Extreme Close Up, regia di Sean S. Cunningham (2001)
- Alchemy, regia di Evan Oppenheimer (2005)
- Cake - Ti amo, ti mollo... ti sposo (Cake), regia di Nisha Ganatra (2005)
- Mama's Boy, regia di Tim Hamilton (2007)
- Chaos Theory, regia di Marcos Siega (2008)
- Prop 8: The Musical, regia di Adam Shankman (2008)
- Mother's Day, regia di Garry Marshall (2016)
- La Missy sbagliata (The Wrong Missy), regia di Tyler Spindel (2020)

#### Televisione
- City Boy, regia di John Kent Harrison – film TV (1992)
- Neon Rider – serie TV, episodio 3x06 (1992)
- The Odyssey – serie TV, episodio 1x07 (1992)
- Mente criminale (Relentless: Mind of a Killer), regia di John Patterson – film TV (1993)
- Tre donne in pericolo (Woman on the Ledge), regia di Chris Thomson – film TV (1993)
- Pappa e ciccia (Roseanne) – serie TV, 73 episodi (1993-1997,2018)
- Solo per il tuo bene (Beyond Obsession), regia di David Greene – film TV (1994)
- Robin Hood in internet (Robin of Locksley), regia di Michael Kennedy – film TV (1996)
- Bersaglio mortale (Dead Ahead), regia di Stuart Cooper – film TV (1996)
- Innocenti paure (Stand Against Fear), regia di Natalie Chaidez – film TV (1996)
- Fra le braccia dell'assassino (Daughters), regia di Bill L. Norton – film TV (1997)
- Un giorno con il presidente (A Child's Wish), regia di Waris Hussein – film TV (1997)
- Prove mortali (Dying to Belong), regia di William A. Graham – film TV (1997)
- Dead Man's Gun – serie TV, episodio 1x04 (1997)
- Niente è troppo per un cowboy (Nothing Too Good for a Cowboy), regia di Kari Skogland – film TV (1998)
- La maledizione di Sarah (I've Been Waiting for You), regia di Christopher Leitch – film TV (1998)
- First Wave – serie TV, episodio 2x05 (1999)
- Niente è troppo per un cowboy – serie TV, 23 episodi (1999-2000)
- Scrubs - Medici ai primi ferri (Scrubs) – serie TV (2001-2010) – Elliot Reid
- Natale con i Muppet (It's a Very Merry Muppet Christmas Movie), regia di Kirk R. Thatcher – film TV (2002)
- Awesometown, regia di Andy Samberg, Akiva Schaffer e Jorma Taccone – film TV (2005)
- Why I Wore Lipstick to My Mastectomy, regia di Peter Werner – film TV (2006)
- How I Met Your Mother – serie TV, 10 episodi (2008-2009)
- Scrubs: Interns – serie TV, episodio 1x08 (2009)
- Maneater – serie TV, episodi 1x1-1x2 (2009)
- Team Spitz, regia di Bill Martin e Mike Schiff – film TV (2010)
- Freshmen, regia di Pamela Fryman – film TV (2010)
- Mad Love – serie TV, 13 episodi (2011)
- Cougar Town – serie TV, 4 episodi (2012)
- Ricomincio... dai miei (How to Live with Your Parents (For the Rest of Your Life)) – serie TV, 13 episodi (2013)
- Grey's Anatomy – serie TV, episodio 09x19 (2013)
- Angie Tribeca – serie TV, episodio 1x03 (2016)
- The Conners – serie TV, episodio 1x06 (2018)
- Compagni di università (Friends from College) – serie TV, 4 episodi (2019)
- L'estate in cui imparammo a volare (Firefly Lane) – serie TV, 26 episodi (2021-2023)

### Doppiatrice
- Clone High – serie TV, episodi 1x02-1x09-1x12 (2002-2003)
- Larry & Wayne - Missione Natale (Prep & Landing), regia di Kevin Deters e Stevie Wermers – film TV (2009)
- Lanny & Wayne - Operazione Babbo Natale (Prep & Landing Stocking Stuffer: Operation: Secret Santa), regia di Kevin Deters e Stevie Wermers – film TV (2010)
- American Dad! – serie TV, episodio 7x10 (2011)
- Prep & Landing: Tiny's Big Adventure, regia di Kevin Deters e Stevie Wermers – film TV (2011)
- Prep & Landing: Naughty vs. Nice, regia di Kevin Deters e Stevie Wermers – film TV (2011)
- Rick and Morty – serie TV (2013-in corso)
- La legge di Milo Murphy (Milo Murphy's Law) – serie TV, 6 episodi (2016-2019)
- Paradise Police – serie TV, stagioni 1-3 (2018-in corso)

## Doppiatrici italiane
Nelle versioni in italiano delle opere in cui ha recitato, Sarah Chalke è stata doppiata da:
- Chiara Colizzi in Scrubs - Medici ai primi ferri, Cougar Town, Ricomincio... dai miei, Undateable, Angie Tribeca, Compagni di università, La Missy sbagliata, L'estate in cui imparammo a volare
- Roberta Pellini in Mama's Boy, Backstrom
- Barbara De Bortoli in Pappa e ciccia
- Rachele Paolelli in Cake - Ti amo, ti mollo... ti sposo
- Laura Latini in Prove mortali
- Ilaria Stagni in Natale con i Muppet
- Dania Cericola in How I Met Your Mother
- Maddalena Vadacca in Niente è troppo per un cowboy
- Antonella Baldini in Grey's Anatomy
- Francesca Fiorentini in Mother's Day
- Sabrina Duranti in Speechless

Da doppiatrice è sostituita da:
- Georgia Lepore in Lanny & Wayne - Operazione: Babbo Natale
- Antonella Baldini in Rick and Morty
- Paola Majano ne La legge di Milo Murphy
- Daniela Amato in Paradise Police